# Farewell My Summer Love (canción)
«Farewell My Summer Love» es una canción grabada por Michael Jackson en 1973. Escrita por Keni St. Lewis, fue lanzada en mayo de 1984 como un sencillo del álbum recopilatorio Farewell My Summer Love debido al interés comercial que generó las ventas del exitoso álbum de Jackson de 1982 Thriller.
Alcanzó el número 7 en la UK Singles Chart de Reino Unido y en la Ultratop 50 de Bélgica. En Estados Unidos fue un Top 40 en la lista Billboard Hot 100 y la Hot Black Singles y un Top 20 en la Adult Contemporary.

## Lista de canciones
sencillo 7" (Motown – 1739MF)
A "Farewell My Summer Love" – 3:41
B "Call On Me" – 3:38
maxi 12 (Estados Unidos) (Motown – PR 153)
A1 "Farewell My Summer Lovel" – 4:21
A2 "Call On Me" – 3:38
B1 "The Jackson 5 Motown Medley" – 6:49
maxi 12 (Reino Unido) (Motown – TMGT 1342)
A "Farewell My Summer Lovel" (45 RPM Disco Mix) – 4:21
B "Call On Me" (45 RPM Disco Mix) – 3:38

## Posicionamiento en listas
| Lista (1984)                           | Máxima posición |
| -------------------------------------- | --------------- |
| Alemania (Offizielle Deutsche Charts)  | 51              |
| Australia (ARIA)                       | 68              |
| Bélgica (Flandes) (Ultratop 50)        | 7               |
| Estados Unidos (Billboard Hot 100)     | 38              |
| Estados Unidos (Adult Contemporary)    | 20              |
| Estados Unidos (Hot R&B/Hip-Hop Songs) | 37              |
| Nueva Zelanda (Recorded Music NZ)      | 35              |
| Reino Unido (Official Charts Company)  | 7               |